# Bécs közlekedése
A városi közlekedés megoszlása Bécsben (2014-es adat)
Bécs közlekedése több ágra tagolódik: a vasútra, a közútra, a légi- és a vízi járatokra és természetesen a városon belüli közösségi közlekedésre.

## Légi közlekedés

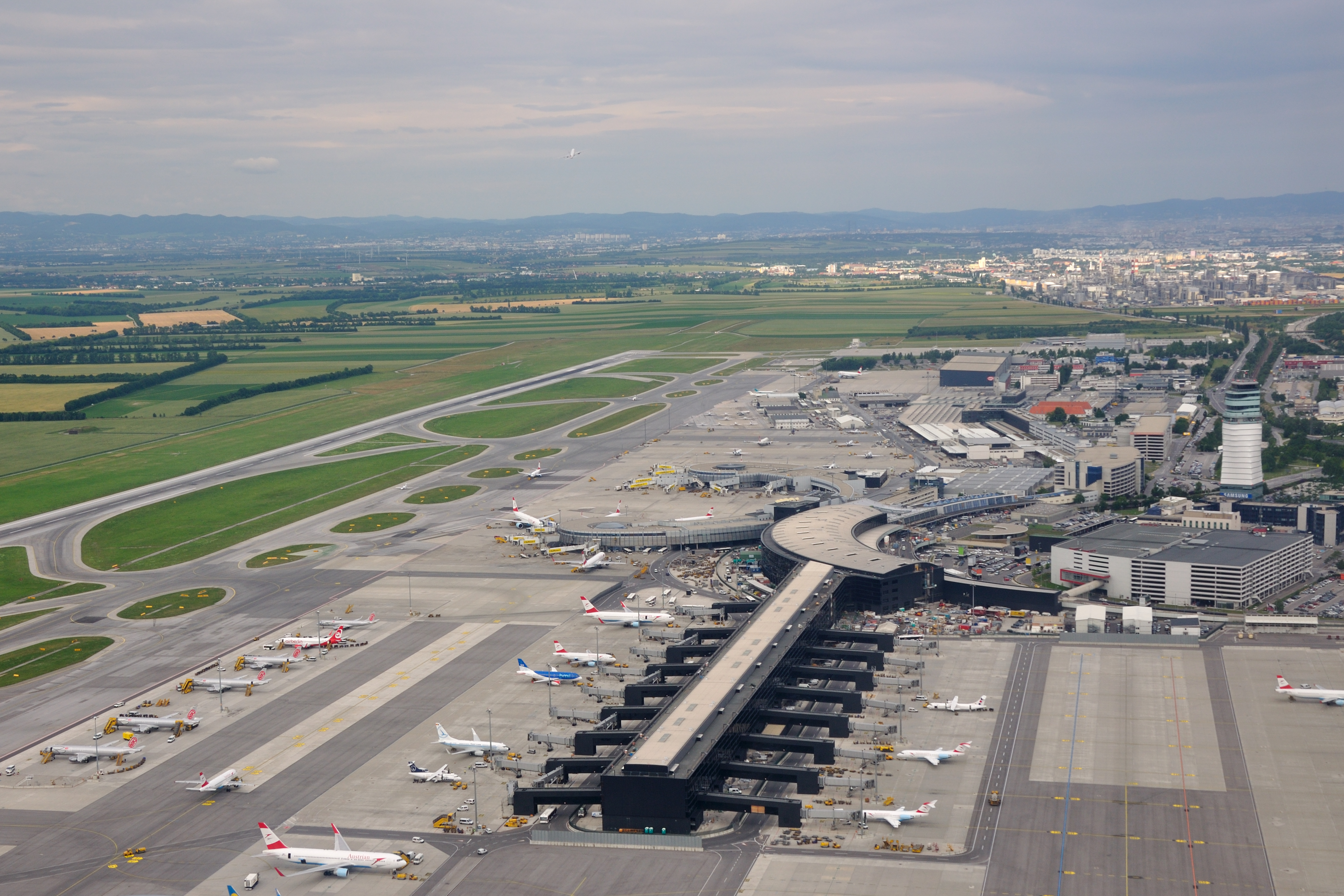
Schwechat repülőtér

Bécs repülőtere a tőle 22 km-re található Bécs–Schwechati nemzetközi repülőtér, német nevén Flughafen Schwechat, amely mind utas-, mind pedig teherforgalom szempontjából fontos légikikötő. Többek között az osztrák üzemeltetésű Austrian Airlines légitársaságok bázisrepülőtere. Két kifutója és egy terminálépülete alkalmas mindenféle gép fogadására, beleértve a Boeing 747 és az Airbus A380-at is. Innen elsősorban belföldre, valamint Európába (főleg Németországba), Nyugat-Ázsiába és Észak-Amerikába indítanak járatokat.
A repülőtér a városból az A4-es autópályán, a 9-es számú főúton, az  S7 -es S-Bahnnal vagy a CAT -tel (City Airport Train) közelíthető meg. Wien Meidling vasútállomástól és Wien Westbahnhoftól körülbelül 60 percenként indulnak reptéri buszok.

## Autóközlekedés

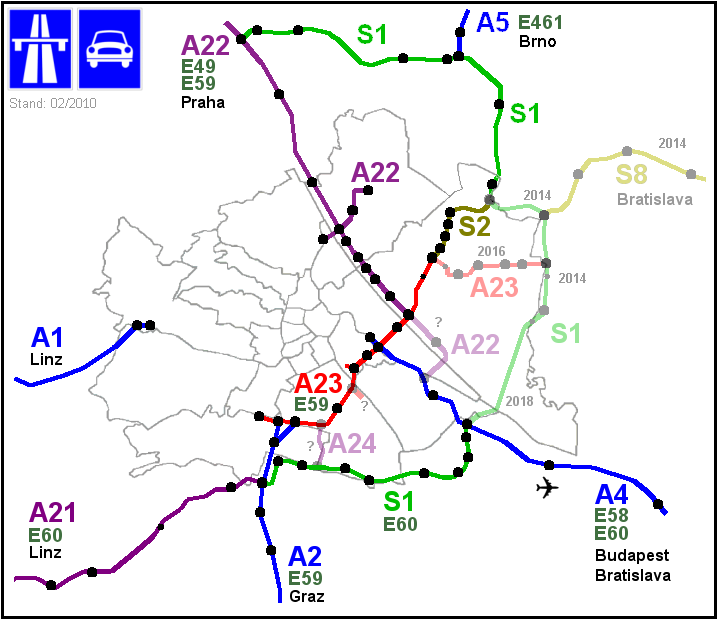
A Bécs környéki autópályák és autóutak

1959-ben a növekvő és minden helyet elfoglaló autók parkolásának korlátozása érdekében vezették be először a Kurzparkzona-t (korlátozott időtartamú várakozást) a városban. A parkolás ingyenes maradt és parkoló órával kellett jelezni a várakozás kezdetét és időtartamát. 1975-től ezt váltotta a fizető parkolás rendszere. Egy óra parkolás 1975-ben négy schillinget fizetett, 1986. április 1-jétől a parkolási díjat tizenkét schillingre emelték, ma 2,10 euró.
Az egész városban (szinte kivétel nélkül) fizetni kell a parkolásért, amit automatáknál, SMS-ben, WAP-on vagy weben lehet eszközölni. Akik nem fizetnek parkolási díjat, azok autóját a rendőrség vagy a parkolásellenőrzés elszállíttatja. Az autó kiváltása díja a szabálysértés mértékének megfelelően változik. 2019 nyarától Döbling kerület is a fizetőzóna része lesz.
A várost az alábbi utak érintik:
- Autópályák: A1, A2, A3, A4, A5, A6, A7, A8, A9, A10, A11, A12, A13, A14, A21, A22, A23, A25, A26
- Gyorsforgalmi utak: S1, S2
- Főutak: 1, 3, 8, 9, 10, 11, 12, 16, 17, 221, 224, 225, 227

## Tömegközlekedési tarifarendszer

A tarifaközösség logója

Bécsben és környékén (Alsó-Ausztria és Burgenland tartományokban, Sopronig kiterjesztve) egy Integrált közlekedési rendszer, a Verkehrsverbund Ost-Region (VOR) nevű tarifaszövetség felelős a különböző közlekedési cégek jegyeladásáért. A tarifaközösség tagjai az adópénzből is finanszírozott közszolgáltatók, valamint tetszés szerint magáncégek is beléphetnek közéjük.
A VOR tarifazónákat hozott létre, amiken belül a jegyek minden szolgáltatónál érvényesek, és így egy jeggyel igénybe lehet venni a városi közlekedési cégnek (Wiener Linien), az ÖBB vasúttársaságnak, valamint minden más tagnak a szolgáltatásait az adott zónán belül. Bécsben a legkisebb zóna maga a városhatár, ezt 100-as zónának jelölték régen, napjainkban Kernzone Wien a neve. Mint azt már más városok is példaértékűként kezelnek, a városhatáron belül mindenre szóló éves bérlet 365 euróba kerül, vagyis napokra bontva egy euróba kerül Bécsben a közösségi közlekedés használata. A rendszert az utazás megkönnyítéséért, és különböző közlekedési cégek összekapcsolásáért hozták létre. A Bécsben is megtalálható vasúti szolgáltatók közül a WESTbahn GmbH, RegioJet és City Airport Train nem tagok, nekik külön tarifáik vannak.
A VOR társaságot már 1974-ben megalapították, de csak 1984 óta tevékenykedik. 2016-ra sikerült beolvasztani a bécsi tarifaközösséget a korábban különálló Verkehrsverbund Niederösterreich-Burgenland-hoz, a jelenlegi zónákra osztott jegyrendszer 2016. július 6. óta van érvényben a három tartományban.

## Vasúti közlekedés

### Távolsági vasutak

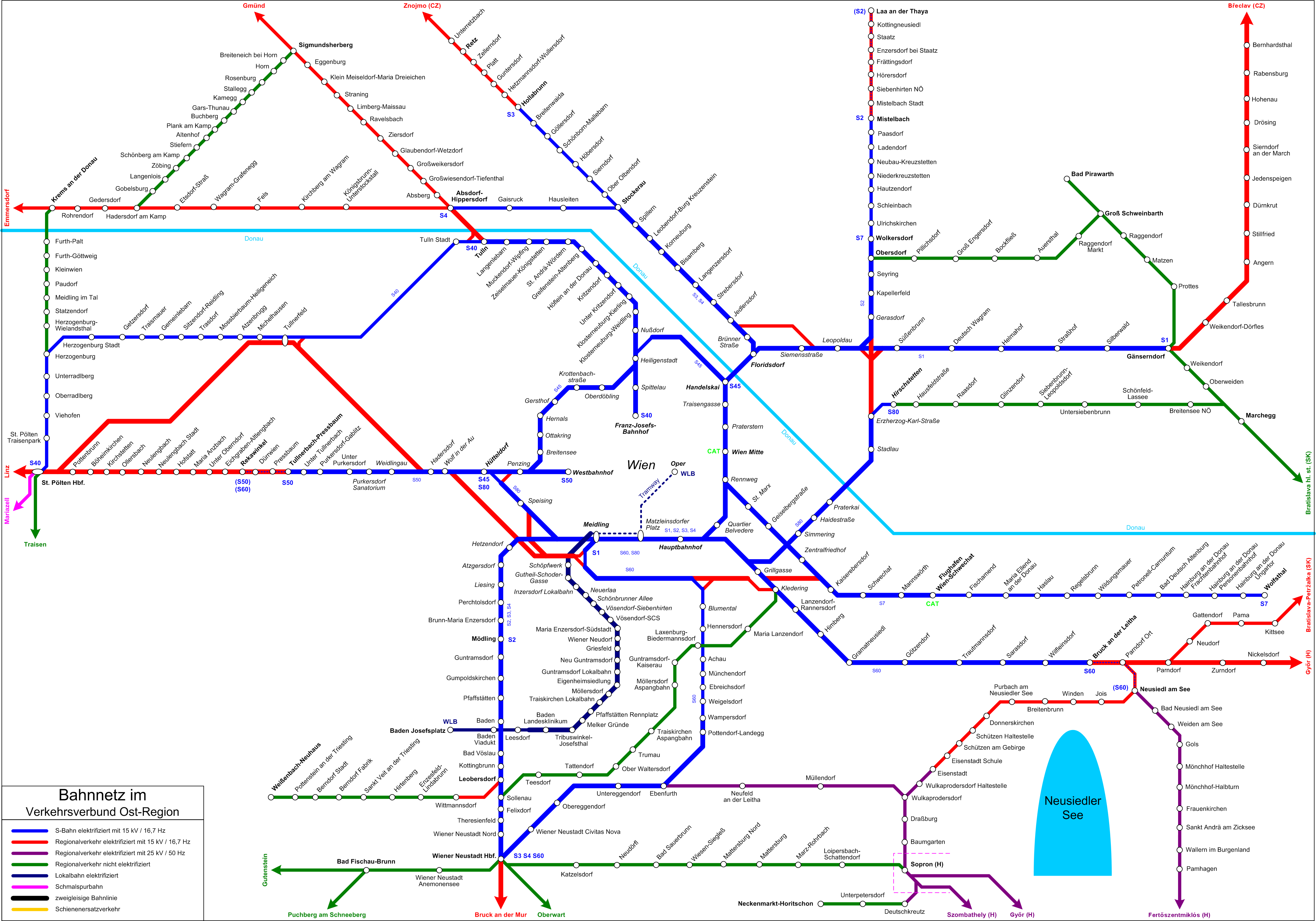
A Bécs környéki vasútvonalak térképe (VOR)

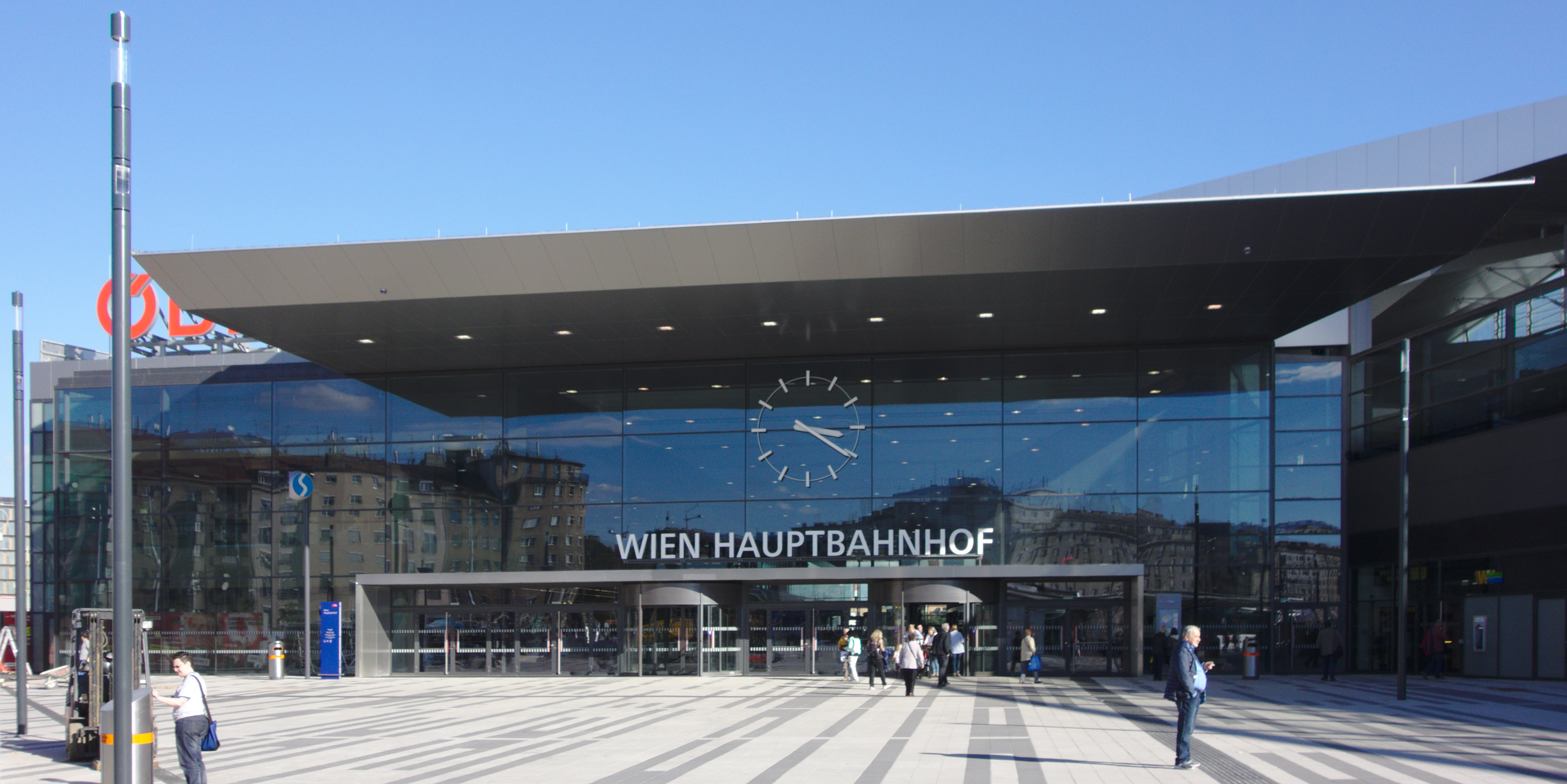
A város új főpályaudvara 2014-ben

Az Osztrák Szövetségi Vasutak (ÖBB) jelentős vonatállománya Bécsből indul vagy ide érkezik. A város nagyobb pályaudvarai:
- Hauptbahnhof
- Franz-Josefs-Bahnhof
- Westbahnhof
- Hütteldorf
- Heiligenstadt
- Praterstern
- Meidling
- Wien Mitte
- Floridsdorf
- Simmering

Ezek közül a legnagyobb nemzetközi forgalmat a 2014-es teljes körű átadása óta a tényleges Wien Hauptbahnhof bonyolítja le. Ide érkeznek a magyarországi vonatok, beleértve a Győr–Bécs és a Fertőszentmiklós–Bécs viszonylatú EuroRegio személyvonatokat, a pozsonyi, a csehországi, lengyel és német vonatok (némelyik átmenő jelleggel), valamint az Olaszország felől érkező járatok, továbbá közvetlen járat létesült a schwechati reptérrel oly módon, hogy máshonnan érkező számos vonat vagy vonatrész (pl. Railjet) továbbhalad odáig.
Mindegyik pályaudvar közvetlenül vagy közvetve elérhető metróval, megkönnyítve az esetleges átszállást. A városi tömegközlekedési térképek a vasútvonalakat fekete színnel jelölik.

### Elővárosi vasutak

Az S-Bahn logója

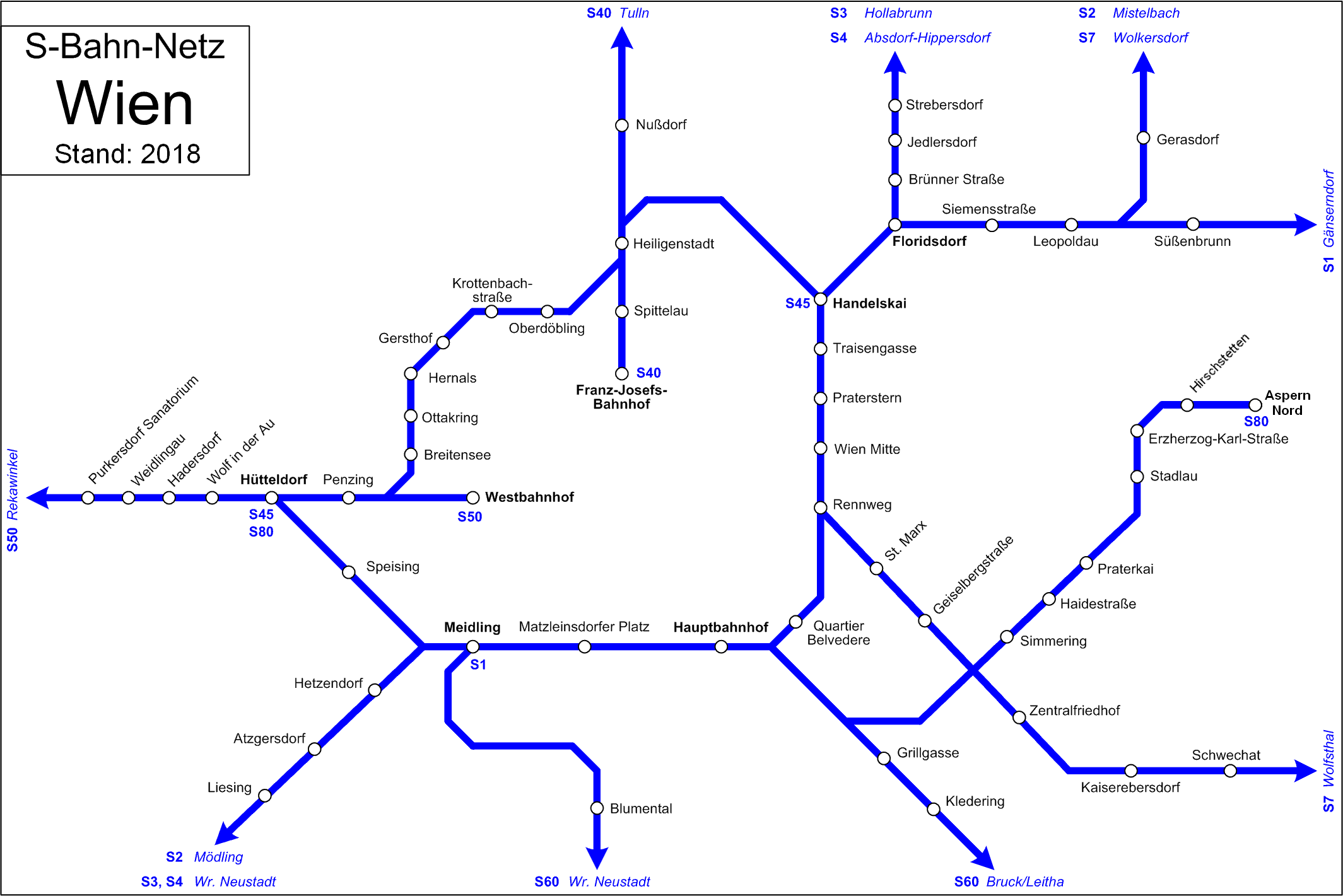
Az S-Bahn Bécs környéki hálózata

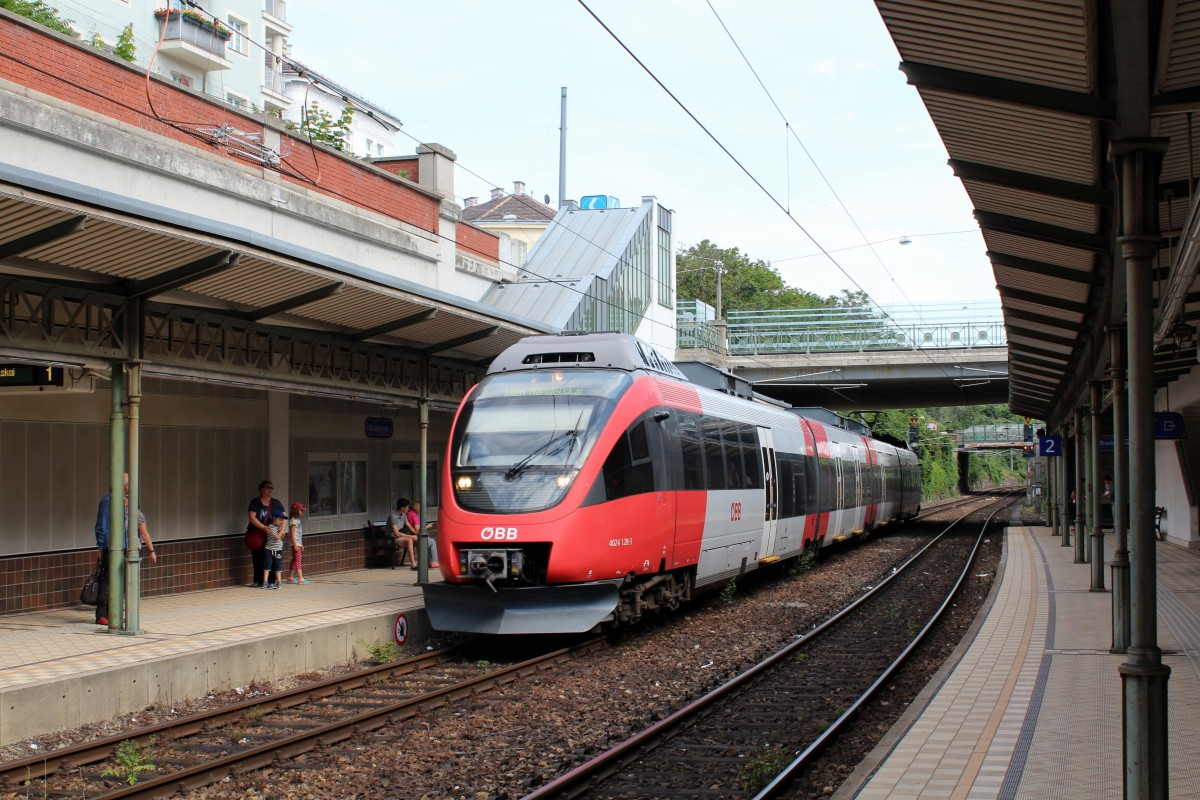
Bombardier Talent az S-Bahn hálózatán, városi forgalomban

A Bécs környéki elővárosi vasutak rengeteg utast szállítanak nap mint nap; megközelítőleg 300 000 főt. Működtetésüket az Osztrák Szövetségi Vasutak végzi.
Előnye többek között, hogy rendelkezik:
- ütemes menetrenddel
- kifejezetten jó összeköttetéssel más közösségi közlekedési eszközökkel, s illeszkedik a különböző régiók tarifaszabályozásába és a különböző közlekedési társaságok működésébe
- általában motorvonatokból áll, amelyekre jellemző a gyors utascsere (sok és széles ajtóval, nagy befogadóképességgel és az átlagosnál jobb gyorsulással)
- megemelt (akadálymentesített) peronokkal, hogy a velük egy szintben lévő utastér ezáltal is gyorsabbá tegye a ki- és beszállást

A Bécs és környéki S-Bahn vonalak:
- S1 : Meidling – Gänserndorf
- S2 : Mödling – Mistelbach (- Laa an der Thaya)
- S3 : Hollabrunn – Wiener Neustadt Hbf
- S4 : Absdorf-Hippersdorf – Wiener Neustadt Hbf (– Tullnerfeld)
- S7 : (Laa an der Thaya –) Mistelbach – Schwechat (Repülőtér) – Wolfsthal
- S40 : Franz-Josefs-Bhf. – Tulln (- St. Pölten)
- S45 : Handelskai – Hütteldorf
- S50 : Westbahnhof – Tullnerbach-Pressbaum (- Neulengbach)
- S60 : Bruck a.d. Leitha – Wiener Neustadt Hbf
- S80 : Hirschstetten – Hütteldorf

Létezik egy ún. fővonal is, amelyen majdnem valamennyi fent felsorolt S-Bahn közlekedik. Ez a vonal Bécs belvárosának mondhatni a határa, amelyen az alábbi vonalak szerelvényei járnak:  S1 ,  S2 ,  S3 ,  S4 ,  S7 . Ez egy ún. kiegészítő vonal, tehát a járatok nem mindegyike érinti. Ez a vonal a következő:
Floridsdorf – Handelskai – Traisengasse – Praterstern – Wien Mitte–Landstraße – Rennweg (az  S7  itt válik ki) – Quartier Belvedere – Hauptbahnhof – Matzleinsdorfer Platz – Wien Meidling
A térképek (általánosan) sötétkék színnel jelölik.

### Bécs–Baden vasút (WLB)

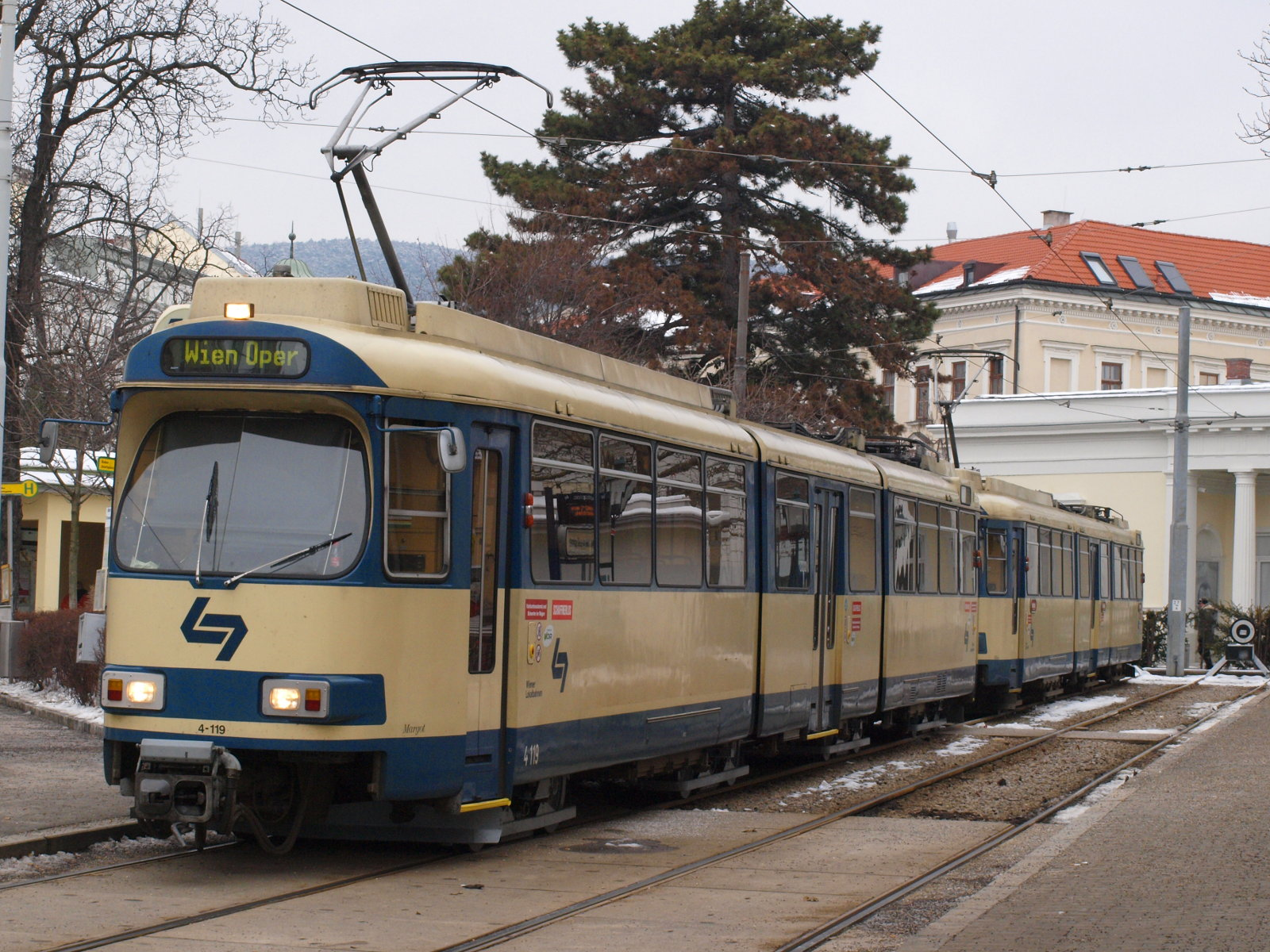
A WLB szerelvényei Baden települést kötik össze közvetlen a bécsi Ringgel. Útvonala során feszültséget is vált, részben saját pályán és részben a villamospályán halad

A Wiener Lokalbahnen AG Bécs–Baden viszonylatban közlekedő vonala, a Wiener Lokalbahn (Badner Bahn néven is ismert) az egyetlen (magyar értelemben) igazán HÉV-nek (vorortbahn) nevezhető vonal. Mint a nevében is benne van, Bécs és Baden városát köti össze. Ez a távolság 27,2 km, amelyen napi 30 000 ember ingázik. A vonal belvárosi része egyúttal villamosvonal is: az Opera és a Philadelphiabrücke (Wien Meidling) között csaknem végig a 62-es villamos vonalával egyezik meg, ebből a Laurenzgasse és Eichenstrasse megálló között a felszín alatt közlekedik. Ez a vonal is tagja a VOR közlekedési szövetségnek.
Vasút létére 650, 750 illetve 850 V a felsővezeték feszültsége, ami jóval elmarad az Ausztriában szokásos más vonalakétól.
Csúcsidőszakban 7-8 percenként, míg egyéb időszakban 15 percenként jár. A vonal két végállomása: Bécs, Opera (Wien – Karlsplatz, Oper) és Baden, Josefsplatz, de egyes forgalmi időszakokban rövidített, sűrítő betétjáratok is közlekednek Bécs, Wolfganggasse és Wiener Neudorf végállomásokkal.
A térképek erősen sötétkék vagy zöldes-kék színnel jelölik.

### City Airport Train (CAT)

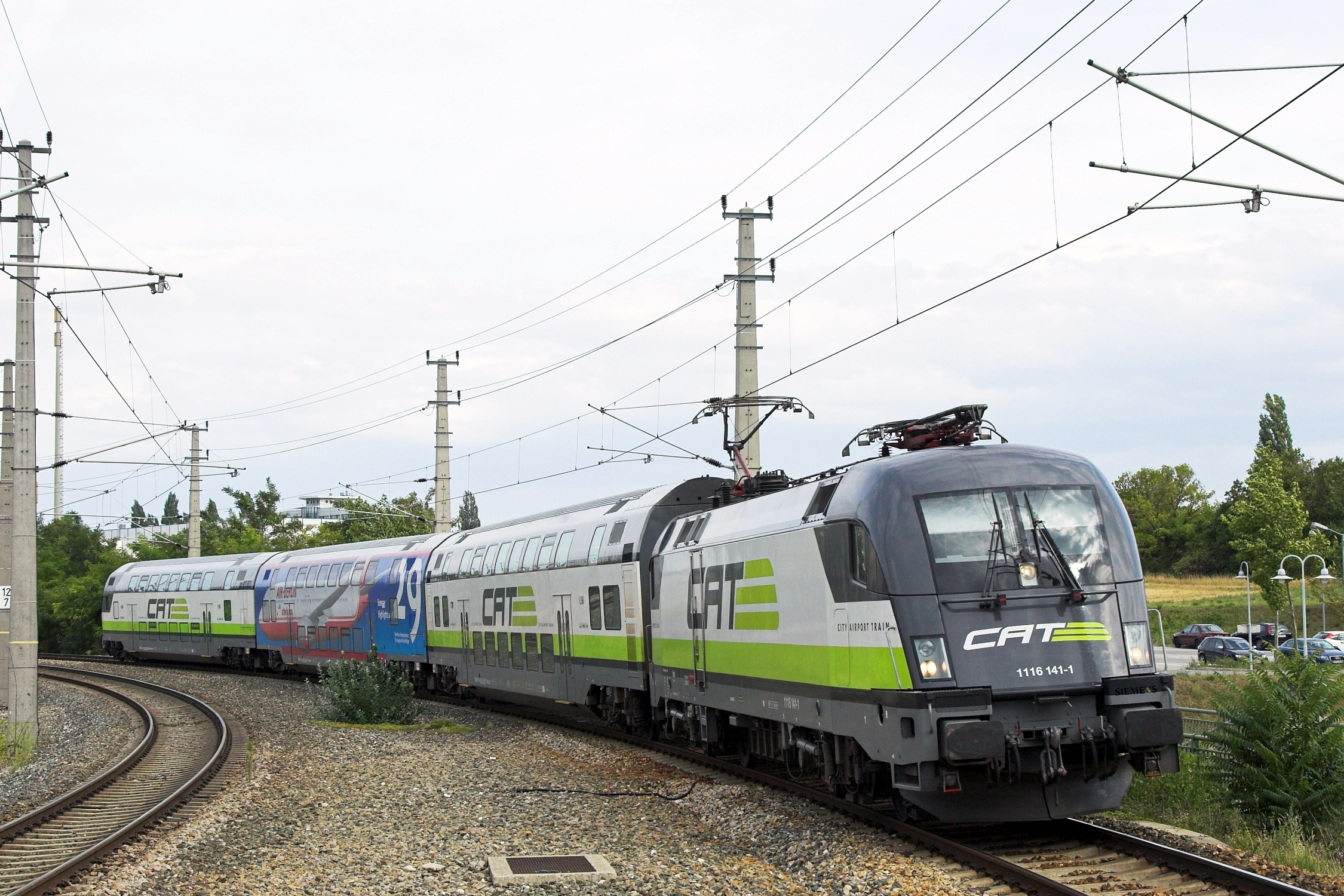
CAT-szerelvény a Schwechati repülőtér felé

A City Airport Train a schwechati repülőteret köti össze a várossal, rendkívül magas komfortfokozattal. A repülőtérről a városba (Landstraße, Wien Mitte pályaudvar) 16 perc alatt jut el. Menet közben információs monitorok tájékoztatják az utasokat a légitársaságok ajánlatairól, a városi programokról és egyéb információkról. Az utaskísérők a vonat indulását követően angol és német nyelven köszöntik az utasokat.
A jegyek automatákból, interneten keresztül és pénztárakból egyaránt megválthatók. A vonaljegy ára 8 €, a menettértié pedig 15. Az utazást könnyítendő, az Austrian Airlines a központi pályaudvar indulási szintjén ún. check-in részleget helyezett el, így aki az AUA-val utazik, és a reptérre való kijutáshoz a CAT-ot veszi igénybe, az már itt feladhatja a csomagját. CAT-TAXI-val, a vonatéhoz hasonló komfortszinten juthat el az utas a vonathoz/tól.
A vonatok hétfőtől szombatig 5.30 és 23.30 között közlekednek, irányonként 30 perces intervallummal.
Tervezik, hogy a vonalat meghosszabbítsák a Štefánik pozsonyi repülőtérig.
A térképek sárgászöld színnel jelölik.

## Városi közösségi közlekedés

Az önkormányzati tulajdonú cég, a Wiener Linien logója.

A város tömegközlekedését legnagyobb részben, de nem egyedüli vállalatként a Wiener Linien látja el, amely a Wiener Stadtwerke holding tagja. További, a tarifarendszerben is megtalálható cégek, mint a privát buszos cég Dr. Richard, vagy a Wiener Lokalbahnen szintén kiegészítik a szolgáltatásokat.
A városban van autóbusz, villamos, metró is, trolival viszont már nem rendelkezik a város. A társaság közel 7700 munkahelyet biztosít. 2007-ben 793 millió utast szállított, ami a cég történelmében rekordnak számít. Az utasok 24%-a (megközelítőleg minden negyedik) diák. Az emberek 36%-a választja a WL járatait a városban való utazáshoz. Az is a tömegközlekedésre biztatja az embereket, hogy a parkolójegy elég drága, és a belvárosban történő autózás elég nehézkes. Azok akik autóval érkeznek Bécsbe a város széléig nyúló metróknál lévő P+R  parkolóikban hagyhatják autójukat, majd a városba metróval utazhatnak be.
A társaság jelmondata: Die Stadt gehört Dir. (Tiéd a város!)
A cég fenntart összesen
- 5 metróvonalat (U-Bahn) 65,1 km hosszan (évi 476,7 millió utassal)
- 29 villamosvonalat 227,3 km hosszan (200,4 millió utassal)
- 60 nappali-, 23 éjszakai- és 18 ASTAX-autóbuszvonalat 669,1 km hosszan (116 millió utassal).

A bécsi metró hétvégén az éjszakai órákban is közlekedik, 15 perces időközönként.
A nappali járatok átlagban 5.30 és 0.30 között közlekednek változó sűrűséggel.
Bécsben a tömegközlekedők száma egyre nő. 2012-ben 906,6 millió utazás történt. Elsősorban azért választják egyre többen ezt, mert gyors, pontos és biztonságos. A járatok igen sűrűn járnak, így a legtöbb utasnak nappal nem is kell figyelnie a menetrendet, pár percen belül várhatóan jön jármű. A sűrű járatok további előnye, hogy az átszállást is megkönnyítik, mivel ha a járat pár percet késik, akkor sem késik le az utasok a csatlakozást.
2012-ben a megkérdezett utasok 97%-a azt mondta, hogy egyértelműen pozitívan vélekedik a pénzéért cserében nyújtott szolgáltatásról. Ezen belül a megkérdezettek 30%-a igen jó, 55%-a pedig jó értékelést adott a tömegközlekedés minőségére. A városi közlekedés vonzerejének növeléséhez tagadhatatlanul hozzájárult az, hogy 2012-ben majd 2014-ben drasztikusan csökkent az éves bérlet ára. Az is a tömegközlekedésre biztatja az embereket, hogy a parkolójegy elég drága, és a belvárosban történő autózás elég nehézkes. Azok akik autóval érkeznek Bécsbe a város széléig nyúló metróknál lévő P+R  parkolóikban hagyhatják autójukat, majd a városba metróval utazhatnak be.

### Metró

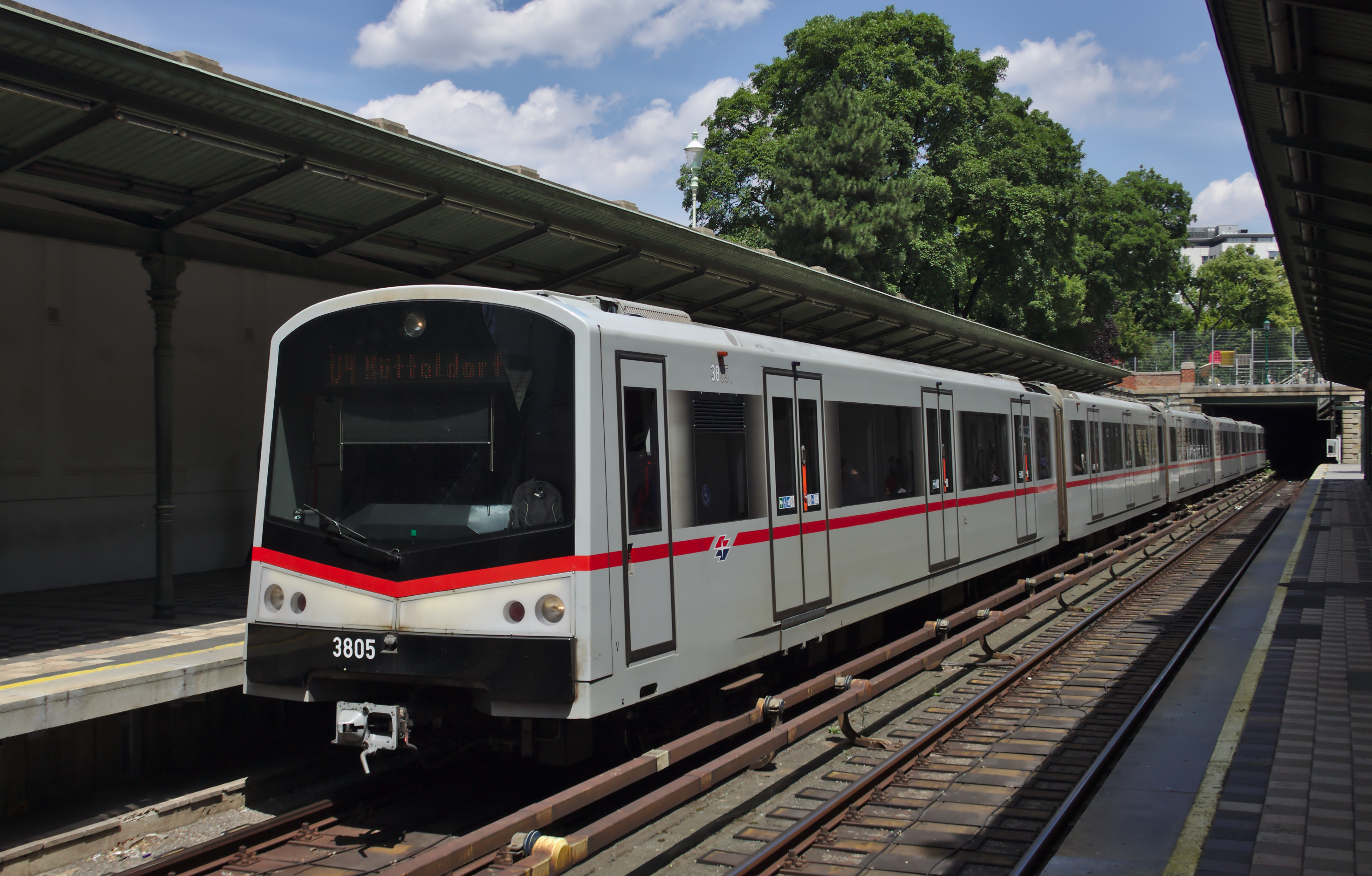
Egy V típusú metró a bécsi metróhálózaton

A bécsi metróhálózat öt vonalból áll, amik ellátják a város legfontosabb közlekedési útvonalait. A hálózat jelenleg 83,1 km hosszú, de a fejlesztések rendszeresek, folyamatosan bővülnek újabb szakaszokkal a már meglévő vonalak. Legutoljára az 1-es metrót hosszabbították meg Oberlaaig, a következő projekt az U2/U5 projekt, ami a 2-es metró hosszabbítását, valamint egy hatodik vonal átadását jelenti.
A jelenlegi öt viszonylatból az első négy nehézmetró, és ezek félautomata módban közlekednek, a 6-os számú csak egy könnyűmetró, ami a többi vonallal ellentétben felsővezetékből kapja az áramot.
A vonalakon az átlagos járatsűrűség hétköznap csúcsidőben 2-5 perc, egyéb időszakban 5-8 perc. A vonatok szenteste, szilveszterkor, minden hétvégén és további 3 napon (december 8., 25., 26.) 17 órától éjszaka is negyedóránként közlekednek.
| Vonal | Útvonal                    | Átadás       | Átadás         | Hossz   | Állomások száma | Állomások átlagos távolsága | Típus       |
| Vonal | Útvonal                    | Első szakasz | Utolsó szakasz | Hossz   | Állomások száma | Állomások átlagos távolsága | Típus       |
| ----- | -------------------------- | ------------ | -------------- | ------- | --------------- | --------------------------- | ----------- |
| U1    | Leopoldau – Oberlaa        | 1978         | 2017           | 19,2 km | 24              | 808 m                       | nehézmetró  |
| U2    | Seestadt – Karlsplatz      | 1980         | 2013           | 16,7 km | 20              | 887 m                       | nehézmetró  |
| U3    | Ottakring – Simmering      | 1991         | 2000           | 13,5 km | 21              | 670 m                       | nehézmetró  |
| U4    | Hütteldorf – Heiligenstadt | 1976         | 1981           | 16,5 km | 20              | 861 m                       | nehézmetró  |
| U6    | Siebenhirten – Floridsdorf | 1989         | 1996           | 17,4 km | 24              | 754 m                       | könnyűmetró |

### Villamos

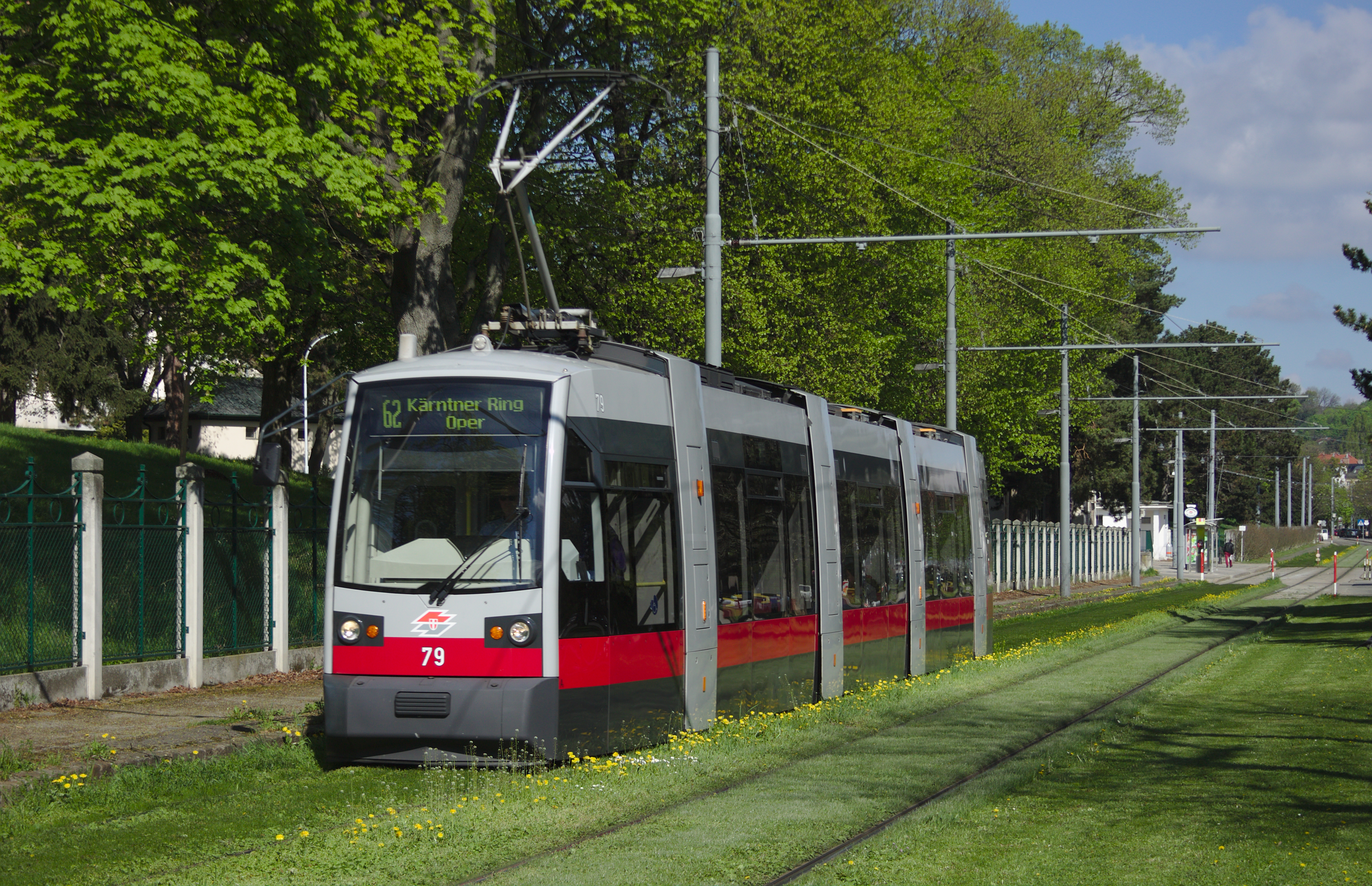
ULF típusú villamos a bécsi villamoshálózaton

A bécsi villamoshálózat 176,9 km hosszú, így a világ ötödik legnagyobbja. A vonalak nagy lefedettséggel hálózza be a várost, több helyen a városhatárig is kimegy. Utasforgalma a 2013-as adatok szerint 293,6 millió fő évente, valamint 1071 üzemelő megállóval és 29 viszonylattal rendelkezik. 

Az utasforgalmi járművek mindegyike egyirányú, vagyis csak az egyik végén van vezetőállás és csak a menetirány szerinti jobb oldalon vannak ajtók. Jelenleg alacsony padlós és magas padlós járművek egyaránt részt vesznek az utasforgalomban, ezek darabszáma együttesen közel 700 kocsi.

### Autóbusz

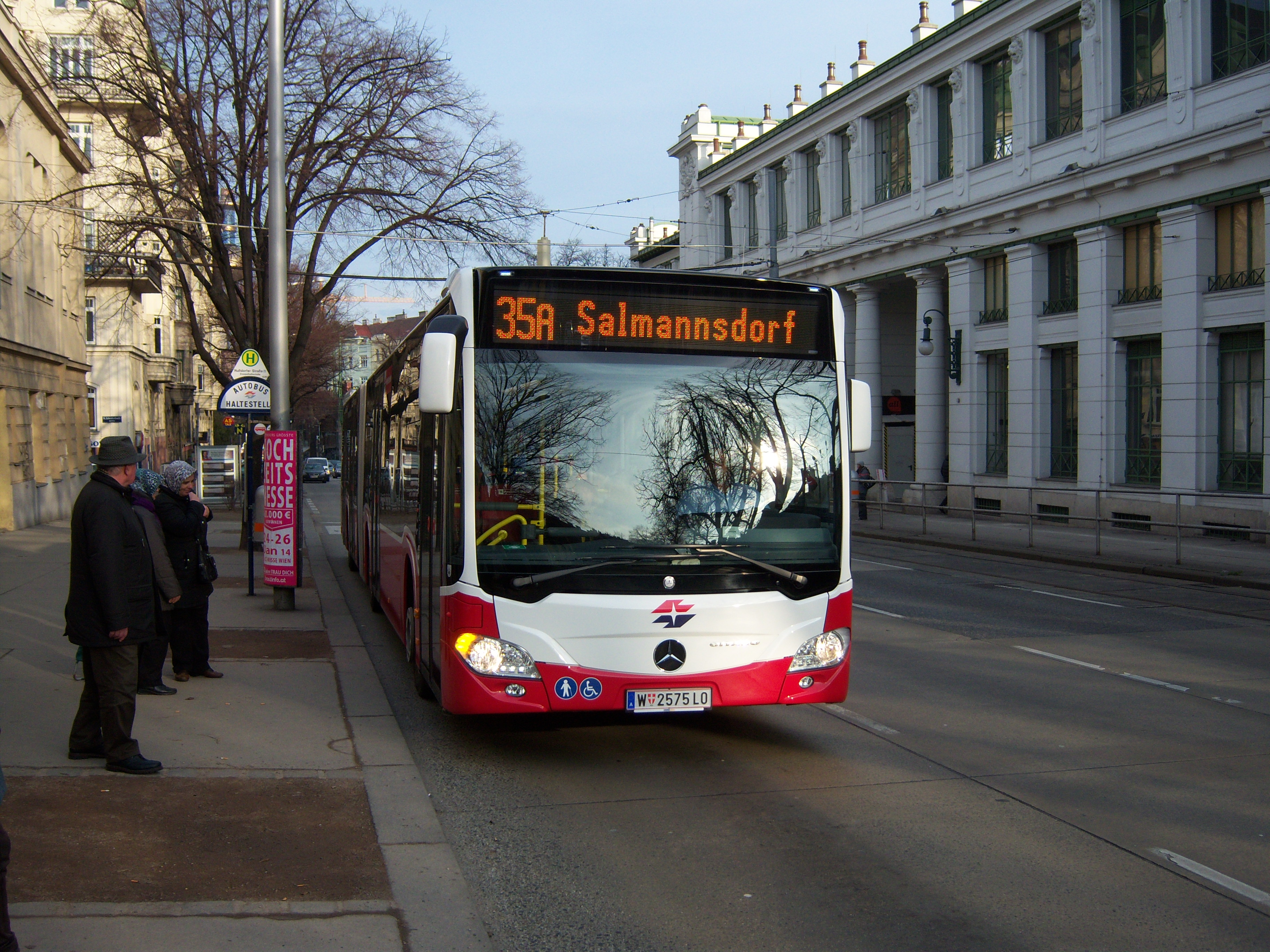
Citaro busz

Általában a nagyobb fővárosok autóbuszhálózata minimum 100 vonalból áll – ez Bécsre nem érvényes. Mivel a villamosvonalak igen sűrűn szelik át a várost, az autóbuszvonalak csak a villamossal el nem látott részeken találhatók: 2010-ben Bécsben 61 nappali és 23 éjszakai vonal volt.

### Viszonylatjelzések
Bécsben egy érdekes viszonylatnév-jelölési rendszert vezettek be. Ennek értelmében a villamosok száma után nincs semmilyen betűjel, a metrók vonalszáma előtt egy U (U-bahn), az S-Bahnok vonalszáma előtt egy S, míg az autóbuszok viszonylatszáma mögött egy A vagy B betű található. Az éjszakai buszjáratokat a járatszám elé írt N betű jelzi (NightLine).
| Leírás                             | Példa | Járműtípus        |
| ---------------------------------- | ----- | ----------------- |
| a viszonylat elő eleme: U          | U2    | metró             |
| a viszonylat elő eleme: S          | S7    | S-bahn            |
| csak számból vagy csak betűből áll | 38    | villamos          |
| a viszonylat vége: A vagy B        | 38A   | autóbusz          |
| a viszonylat eleje: N              | N60   | éjszakai autóbusz |

#### ASTAX
Az ASTAX (Anrufsammelntaxi) egy nyugaton előszeretettel használt tömegközlekedési szolgáltatás. Ennek értelmében az utas felhív egy telefonszámot (+1-7909-424-xx, ahol xx a vonal száma), majd közli, hogy melyik vonal melyik megállójából szeretne indulni egy megadott időpontban, melyik irányba és persze meddig. Ezt követően az autóbusz 'érte megy'. Az ASTAX járatok mindegyikét a WL üzemelteti.

#### Regionális buszjáratok
A regionális autóbuszjáratokat az ÖBB-Postbuson kívül nagyszámú magántársaság üzemelteti. Ezek elsősorban Niederösterreich (Alsó-Ausztria) és Burgenland tartományokba közlekednek.

#### Nemzetközi buszjáratok
A nemzetközi forgalomban közlekedő autóbuszok (beleértve a Magyarországra/ról közlekedő járatokat is) az erdbergi nemzetközi autóbusz-állomásra érkeznek. A Szlovákiába közlekedő járatok általában a Südtiroler Platz-i, a Csehországba indulók főleg a Pratersternen található buszállomást használják. A menetidő Bécs és Budapest között megközelítőleg 3 óra; ezen a viszonylaton több autóbusztársaság (pl.: Volánbusz, Orangeways) is közlekedtet járatokat.

## Külső hivatkozások
- Wiener Linien
- VOR (Verkehrsverbund Ost-Region)
- ÖBB
- Információk az S-Bahn vonalakról, járatokról, állomásokról
- Wiener Linien rajongói portál
- CAT
- Wiener Lokalbahnen AG
- Bécs város honlapja